# Gräberfeld von Vače
Koordinaten: 46° 7′ 10,4″ N, 14° 50′ 16,8″ O

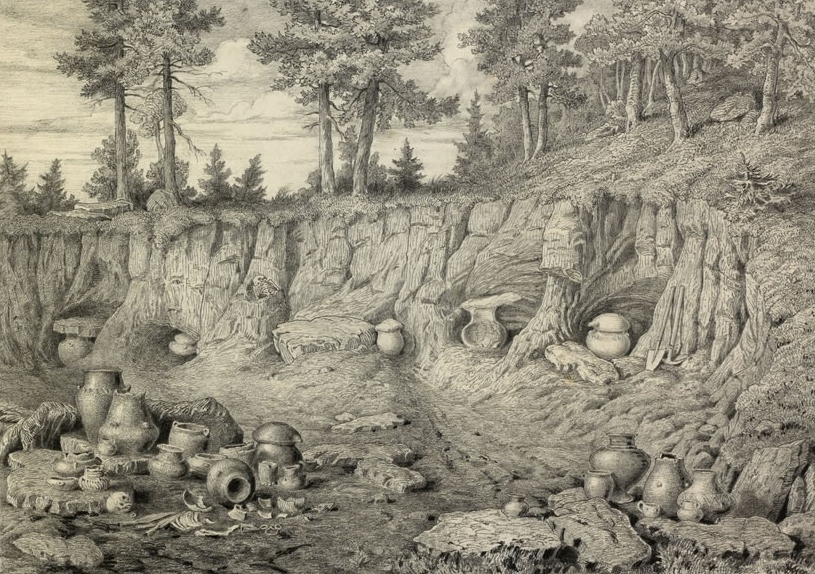
Gräberfeld bei Klenik unweit Vače

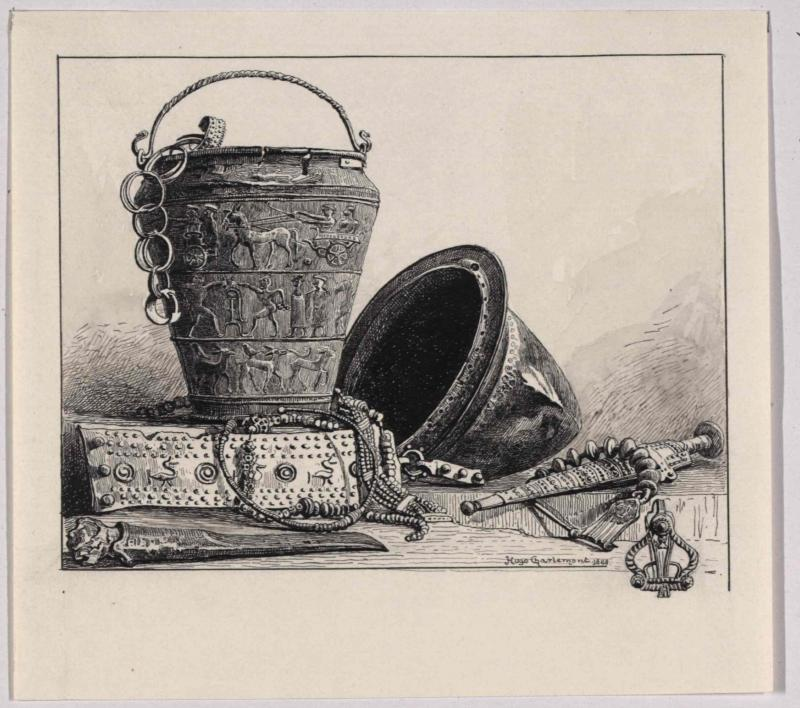
Situla, Helm, Gürtel und andere Funde von Watsch (Vače)

Das hallstattzeitliche Gräberfeld von Vače wurde in Vače (dt. Watsch), einem Ort in der Gemeinde Litija nordostwärts von Ljubljana in Slowenien, entdeckt.

## Belegungszeit und Kulturen
Das Gräberfeld wies eine Belegungszeit vom 9. bis ins 4. vorchristliche Jahrhundert auf. Es wurde von Trägern der spätbronzezeitlichen Urnenfelderkultur, der eisenzeitlichen Hallstatt- sowie der La-Tène-Kultur benutzt. Zudem fanden sich Importwaren aus der Villanova- und der etruskischen Kultur.

## Bekannte Funde
Außerordentliche Fundstücke sind der hallstattzeitliche Bronzeblecheimer, die Situla und das Gürtelblech von Vače.
Situla
Die Situla von Vače, die von dem Ausgräber Janez Grilc aus Kleniko bei Vače ausgegraben wurde, wird als einer der wichtigsten archäologischen Funde in Slowenien angesehen. Das Original wird vom Slowenischen Nationalmuseum aufbewahrt, und eine vergrößerte Nachbildung wurde an der Stelle am Ende des Dorfes Klenik errichtet.

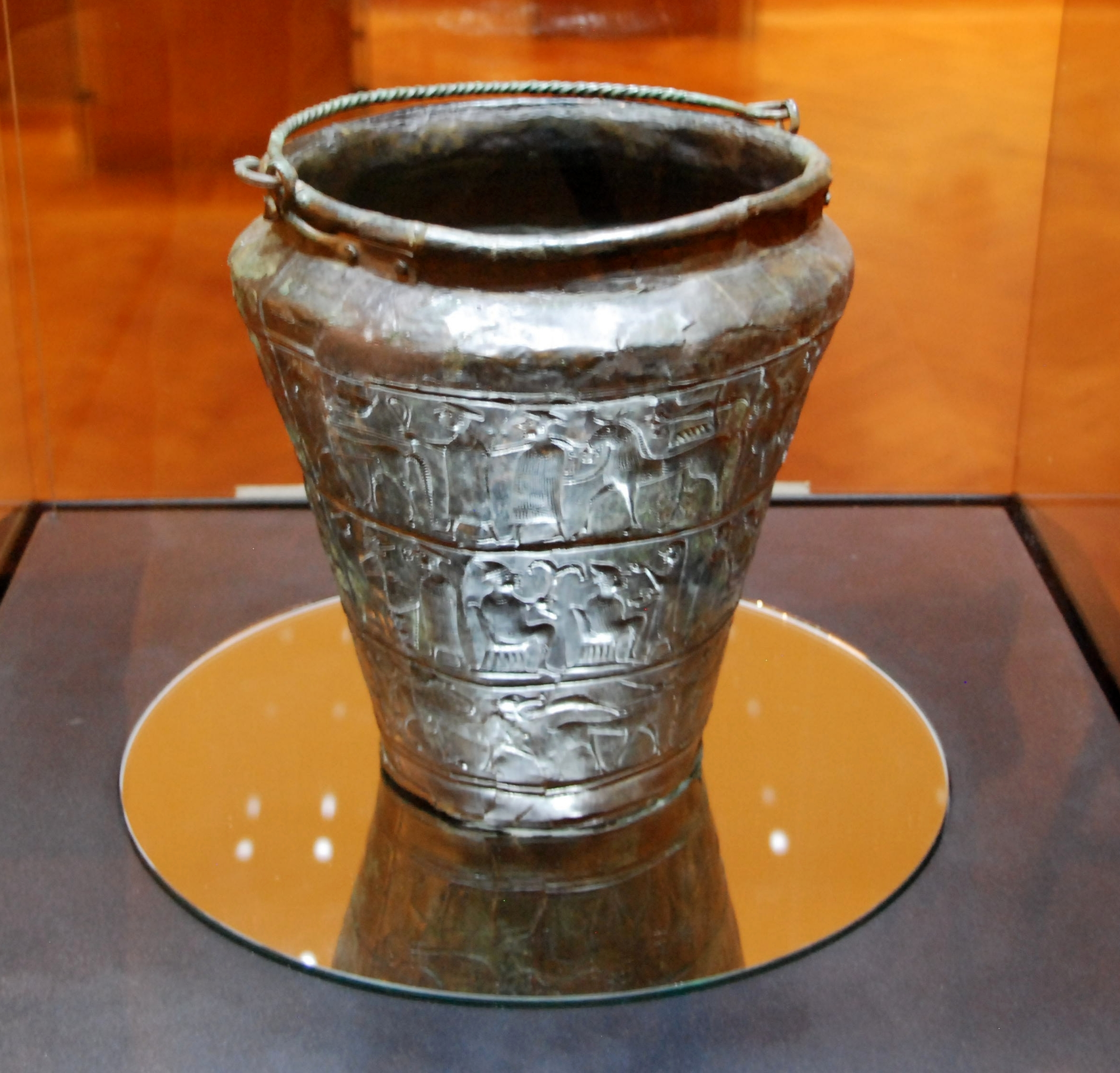
Situla von Vače
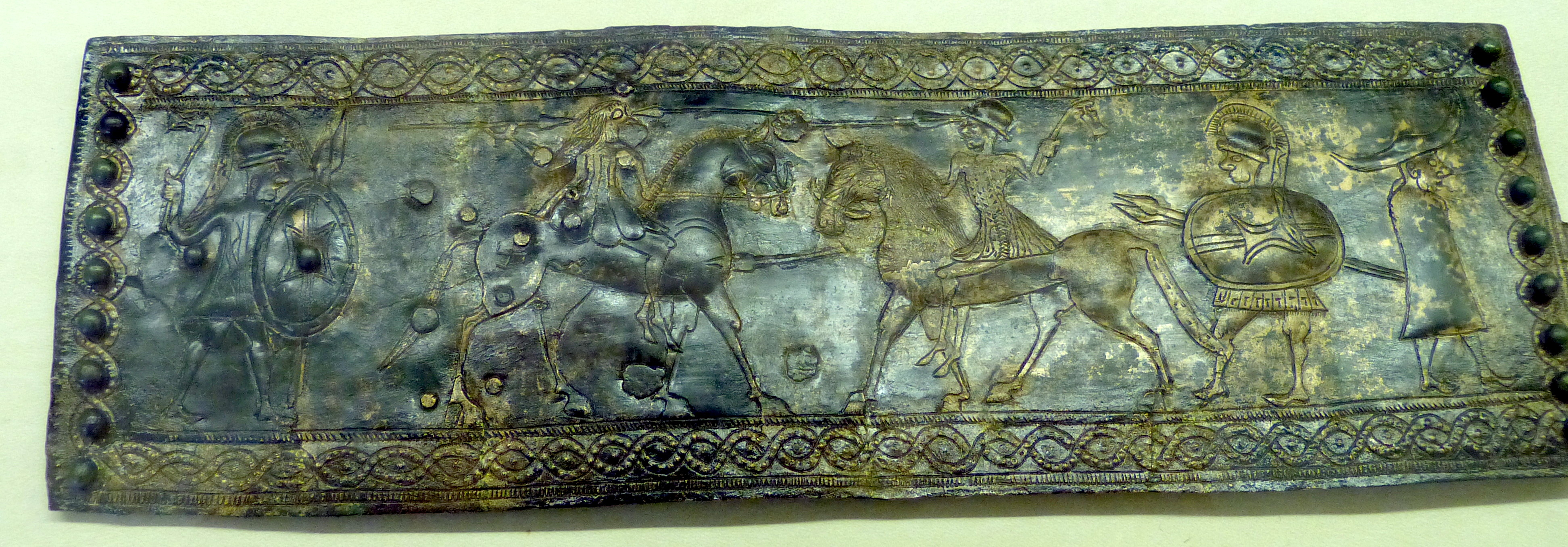
Gürtelblech von Vače

Gürtelblech
Das Gürtelblech von Vače stammt aus der gleichen Periode wie die Situla – d. h. aus der Hallstattzeit. Auch das Gürtelblech weist szenische Darstellungen von Personen und anderen Figuren auf. Demnach gehört das Gürtelblech mit seinen typischen Illustrationen ebenso wie die Situla zum östlichen Hallstatt-Kreis.